# Birstum
Birstum (Fries: Burstum) is een buurtschap in de gemeente Heerenveen, in de Nederlandse provincie Friesland.
Het is gelegen tussen Grouw en Nes, waar het formeel ook onder valt. De buurtschap omvat ongeveer 20 huizen met circa 50 inwoners. Bij Grouw gaat Birstum over in de buurtschap Gotum.
In 1315 werd Birstum vermeld Bersachon, in 1425 als tho Birstens, in 1450 als Byrstem en in 1474 Birstim. In 1840 had het 42 inwoners. Er was toen ook nog sprake van woonterp Bokkum, dat 13 inwoners kende verdeeld over 2 huizen. Deze is later toegevoegd aan de buurtschap.
Dorpen: Akkrum · Bontebok · De Knipe · Gersloot · Gersloot-Polder · Haskerdijken · Heerenveen · Hoornsterzwaag · Jubbega · Katlijk · Luinjeberd · Mildam · Nes · Nieuwebrug · Nieuwehorne · Nieuweschoot · Oldeboorn · Oranjewoud · Oudehorne · Oudeschoot · Terband · Tjalleberd

Buurtschappen: Anneburen · Birstum · Brongerga · Henshuizen · Meskenwier · Oosterboorn · Oude Schouw (deels) · Pean · Poppenhuizen · Schurega · Sorremorre · Spitsendijk · Sythuizen · Warniahuizen · Welgelegen (deels)

Friesland: Steden en dorpen      Nederland: Provincies · Gemeenten